# دييغو منار
دييغو منار هو لاعب كرة قدم برازيلي في مركز الدفاع، ولد في 14 فبراير 1989 في ساو فيسنتي في البرازيل. لعب مع بورتوغيزا سانتيستا ونادي سانتوس.